# Zafar

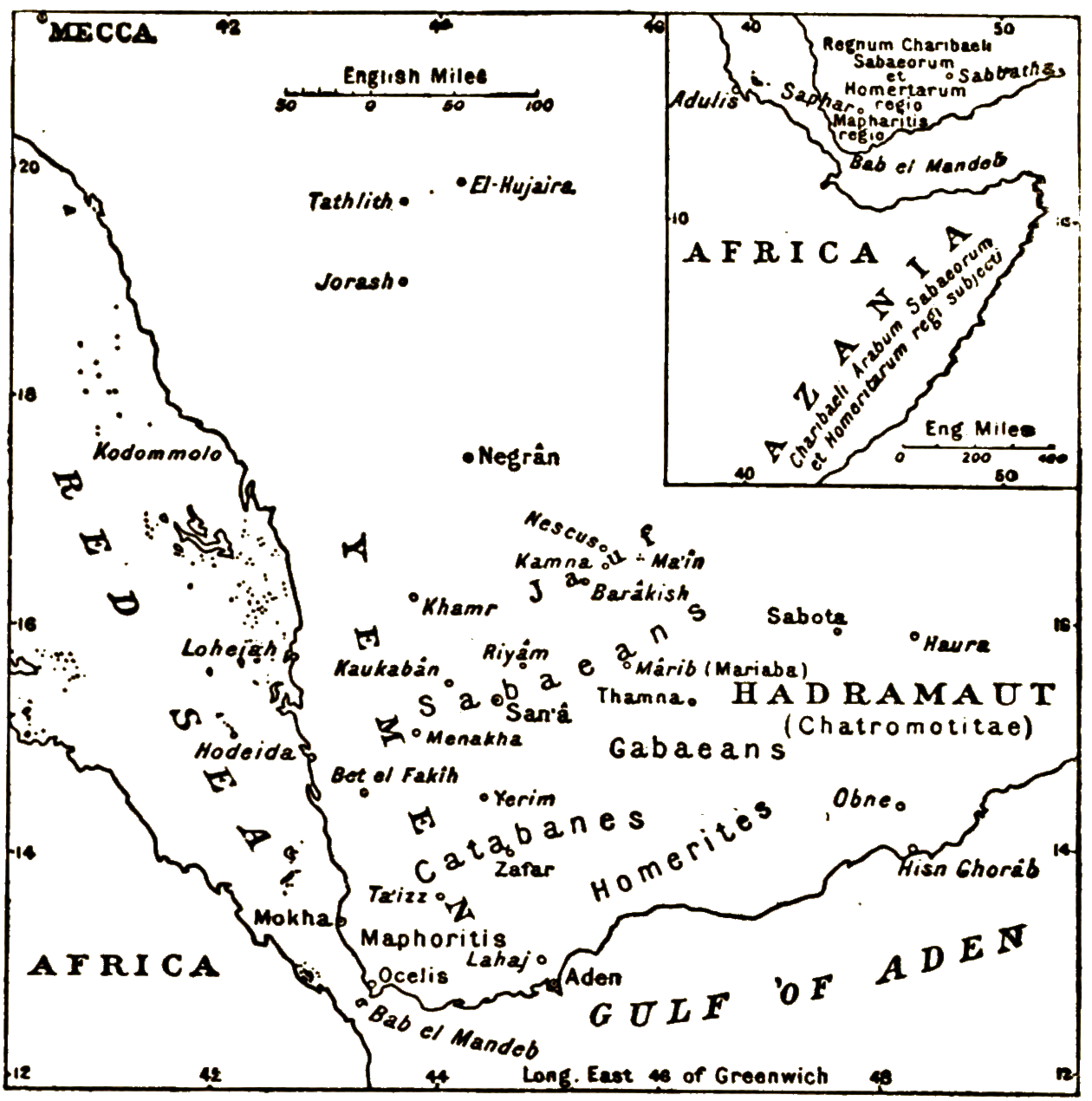
Mapa del actual territorio yemenita, con Zafar al sureste de Yemen

Ẓafār o Dhafar (en árabe: ظفار, Ðafār) es un antiguo sitio himyarita situado en el actual Yemen, algunos 130 km al sureste de la capital moderna, Saná, y 10 kilómetros al sureste del pueblo de Yarim. Dada mención en varios textos antiguos, hay pocas dudas sobre la pronunciación del nombre. A pesar de la opinión de los patriotas locales en Omán, este sitio en Yemen es mucho más antiguo que su homónimo allí. Se encuentra en las tierras altas de Yemen, a unos 2800 m. Zafar era la capital de los himyaritas (110 a. C. - 525 d. C.), que durante su apogeo gobernaba la mayor parte de la península arábiga. Los Himyar no eran una tribu, sino más bien una confederación tribal. Durante 250 años, el territorio combinado de la confederación y sus aliados se extendió más allá de Riad hacia el norte y el Éufrates hacia el noreste. Zafar era la capital himyarita en el sur de Arabia antes de la conquista del Reino de Axum.

## Historia
Desde una perspectiva arqueológica, los inicios del asentamiento no son bien conocidos. Las principales fuentes consisten en antiguas inscripciones de Musnad del sur de Arabia que datan del siglo I a. C. Plinio el Viejo lo menciona en su Naturalis historia, en el Periplo del Mar Eritreo (ambos del siglo I a. C.), así como en la Geografía de Claudio Ptolomeo (siglo II original). En algún momento, presumiblemente en la época medieval, las coordenadas del mapa de Ptolomeo se copiaron o modificaron incorrectamente para que los mapas posteriores coloquen el sitio de la metrópoli de Sephar en Omán, no en el Yemen. El Zafar en Yemen es 1000 años más antiguo que el homónimo en Omán, suponiendo de la evidencia en textos conocidos (Smith 2001: 380). Las fuentes escritas sobre Zafar son numerosas, pero heterogéneas en valor informativo. La fuente más importante es el epigráfico antiguo del sur de Arabia. Los textos cristianos arrojan luz sobre la guerra entre los himyar y los aksumitas (523-525). La Vita de Gregentios es una falsificación piadosa creada por monjes bizantinos, que menciona a un obispo que supuestamente tuvo su sede en Zafar. Contiene uso lingüístico posiblemente del siglo XII CE. Según el geógrafo e historiador árabe, Al-Hamdani (c. 893-945), Zafar también era conocido con el nombre de Ḥaql Yaḥḍib ("el campo de Yaḥḍib").
Los hallazgos individuales pertenecen al período temprano himyarita (110 a. C. - 270 d. C.). Los hallazgos raros anteriores probablemente fueron traídos al sitio desde otro lugar. Sin embargo, la mayoría de las ruinas y hallazgos parecen pertenecer al período del imperio (270-525). Algunas inscripciones en idioma Ge'ez de la posguerra han sobrevivido en el sitio. Desde el final del período posterior, los hallazgos identificables son pocos en Zafar. Después de esto, hay poco que sugiera una ocupación hasta tiempos recientes. Los hallazgos excavados son importantes porque los textos arrojan poca luz sobre la cultura material y el arte de esta época. Además, recientemente se ha atacado la cronología de la serie principal de monedas.

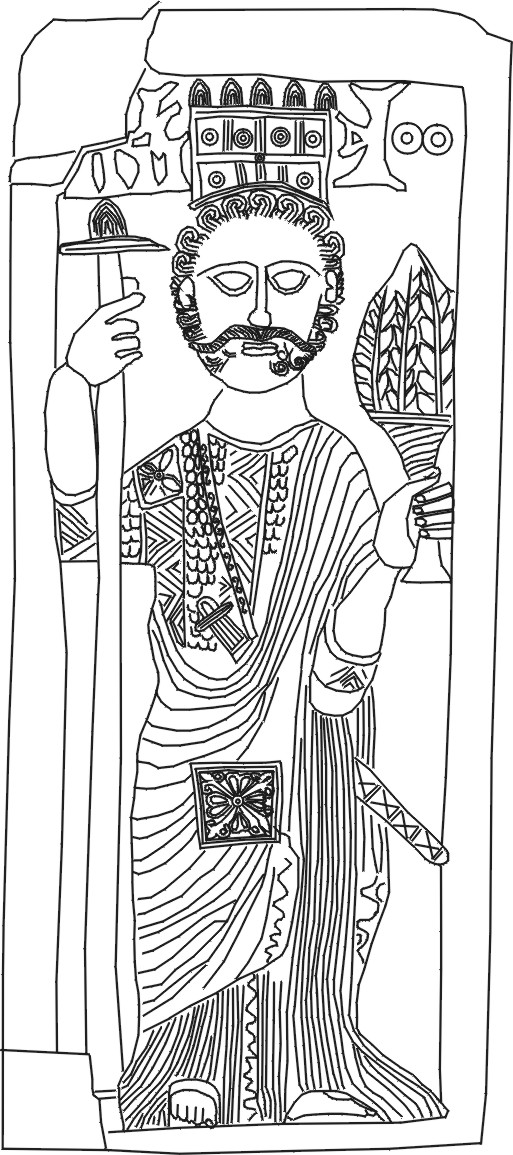
Bajorrelieve que muestra a un rey cristiano de Himyar con una corona, ¿c. 450 - c. 525 CE?

Ya una gran ciudad establecida, Saná y su fortaleza Ghumdan, reemplazaron a Zafar como capital probablemente entre 537 y 548. La base textual es escasa con respecto a este tema. Al mismo tiempo, el registro arqueológico en Zafar y la región circundante se rompe. Ninguna tradición textual articula su destrucción. Solo una iglesia aksumita fue registrada como destruida en 523. Esta iglesia, probablemente construida por el misionero cristiano Teófilo Indiano, fue destruida por Dhu Nawas después de la conversión himyarita al judaísmo. Más tarde fue restaurado después de la exitosa invasión de Axum en Himyar en 524.
Hay pruebas de que Zafar y los asentamientos en general en las tierras altas de Yemen disminuyeron drásticamente en los siglos V y VI. Idealmente, la viabilidad de la ciudad correlaciona los descensos drásticamente justo después de que se erigió un alivio de un hombre coronado en lo que la excavadora llama el sitio de construcción de piedra. La fecha de este relieve y su inscripción difícil, tanto quizás a mediados del siglo V. La presencia en Ánfar de ánforas acanaladas fabricadas en Aqabá / Ayla evidentemente para transportar vino, muestra que el área justo al norte de Aqaba ha sido un área agrícola fructífera. Por otro lado, D. Fleitmann ha estudiado los espeleotermos de la cueva de al-Hootha en el centro de Omán y ha reunido información para megadroughts especialmente alrededor de 530. Estos pueden haber afectado a toda la península.
Una superficie mapeada rectangular comprende 120 hectáreas. Pero el asentamiento es de densidad desigual y más pequeño que este. Zafar es el segundo sitio arqueológico mapeado más grande de Arabia después de Marib. El asentamiento antiguo ocurre dentro y fuera de las antiguas defensas de la ciudad. Estos se han estimado en 4000 metros de largo. La fortaleza principal de hoy todavía se conoce como el "Husn Raydan". Un texto del autor medieval yemenita al-Hamdani menciona los nombres de las puertas de la ciudad, la mayoría de los cuales llevan el nombre de la ciudad a la que se enfrentan. Las principales ruinas arquitectónicas en Zafar incluyen tumbas y en el flanco sudoeste del Husn Raydan un patio de piedra cuadrado de 30 x 30 m, como se conserva, originalmente probablemente un templo, a juzgar por la acumulación de huesos de ganado que contenía. Se encuentra inmediatamente al norte de cámaras subterráneas y tumbas. Inmediatamente al norte hay una fila de cámaras de almacenamiento. Husn Raydan y al-Gusr (árabe estándar: al-Qasr) 300 m al norte fueron una vez una fortificación dentro de las murallas de la ciudad. Raydan South también fue fortificado y las fortificaciones en ruinas se conservan mejor aquí. Los textos de Musnad mencionan cinco palacios reales en Zafar: Hargab, Kallanum, Kawkaban, Shawhatan y Raydan, el palacio estatal. Los más pequeños, como Yakrub, también se mencionan. Los asentamientos cercanos del período himyarita incluyen Maṣna‘at Māriya (antiguo Samiʻān) y el asentamiento de Ǧabal al-‘Awd, a 25 km al sureste.

## Puntos actuales de Interés

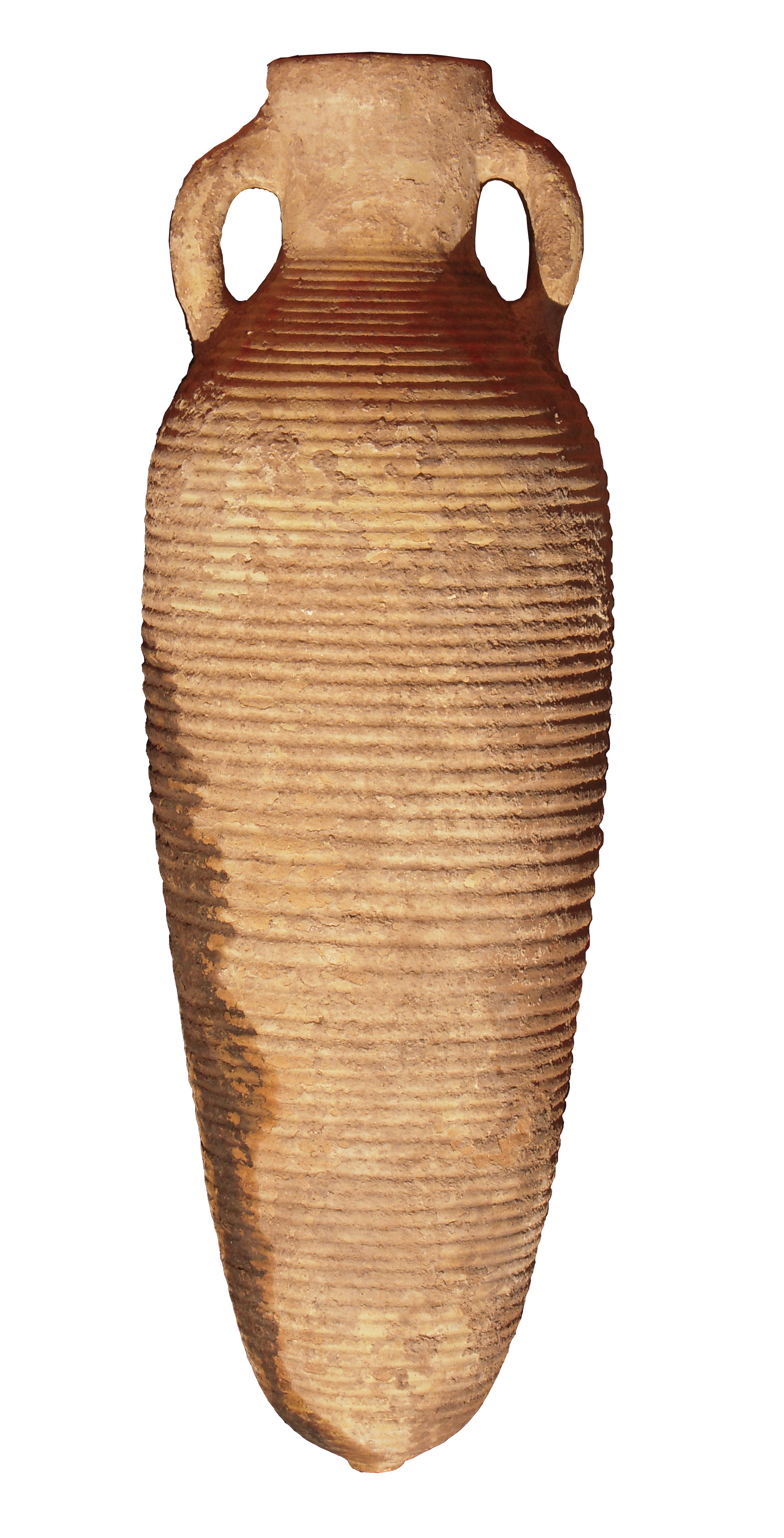
Ánfora del período romano tardío de Zafar, fabricado en Aqabá, Jordania.

La ciudad albergaba comunidades politeístas, judías y cristianas. Los judíos dominaron políticamente hasta 525. La piedra de anillo de Yishak bar Hanina es la evidencia más temprana posible para los judíos en Arabia del Sur. Sorprendentemente, existe poca evidencia del carácter y las costumbres reales de estas religiones, muy distantes de sus centros. Tampoco los artefactos confirman una imagen de las prácticas reales del judaísmo y el cristianismo tal como las conocemos hoy. La gran mayoría de la escultura sugiere que la creencia politeísta era dominante en la población. Se supone en términos de religiones una mezcla de cristianos, judíos y politeístas en los últimos tiempos preislámicos. Una imagen excavada de 1,70 m de altura de una figura coronada representa a un rey cristiano que lleva una corona de aspecto de Axum, la única imagen de esa religión primitiva que sobrevivió. En su apogeo, Zafar tenía una floreciente industria escultórica atestiguada por una gran cantidad de fragmentos en relieve. Pero por un solo ejemplo, los arqueólogos de Heidelberg no pudieron identificar positivamente iglesias o capillas en el sitio que sin duda existió.
Desde el siglo tercero hasta mediados del sexto, Zafar fue un bullicioso centro internacional con un floreciente comercio local e internacional. Yule estimó una población del siglo IV de unos 25,000, basada en parte en el área de superficie y la densidad de población. La evidencia del comercio se presenta en forma de ánforas del período romano tardío como la que se muestra a continuación. Muchos se produjeron en Aqaba, Jordania, como sabemos por las excavaciones allí. Aqaba era un centro donde se cargaban, reenvasaban y reexportaban mercancías. Unos 500 tiestos y recipientes de este tipo salieron a la luz en Zafar, el número que rivaliza con Adulis y Aqabá. Si bien el vino se menciona a menudo como una importación, también se importaron ganado, textiles, carne, pescado y salsa de pescado.

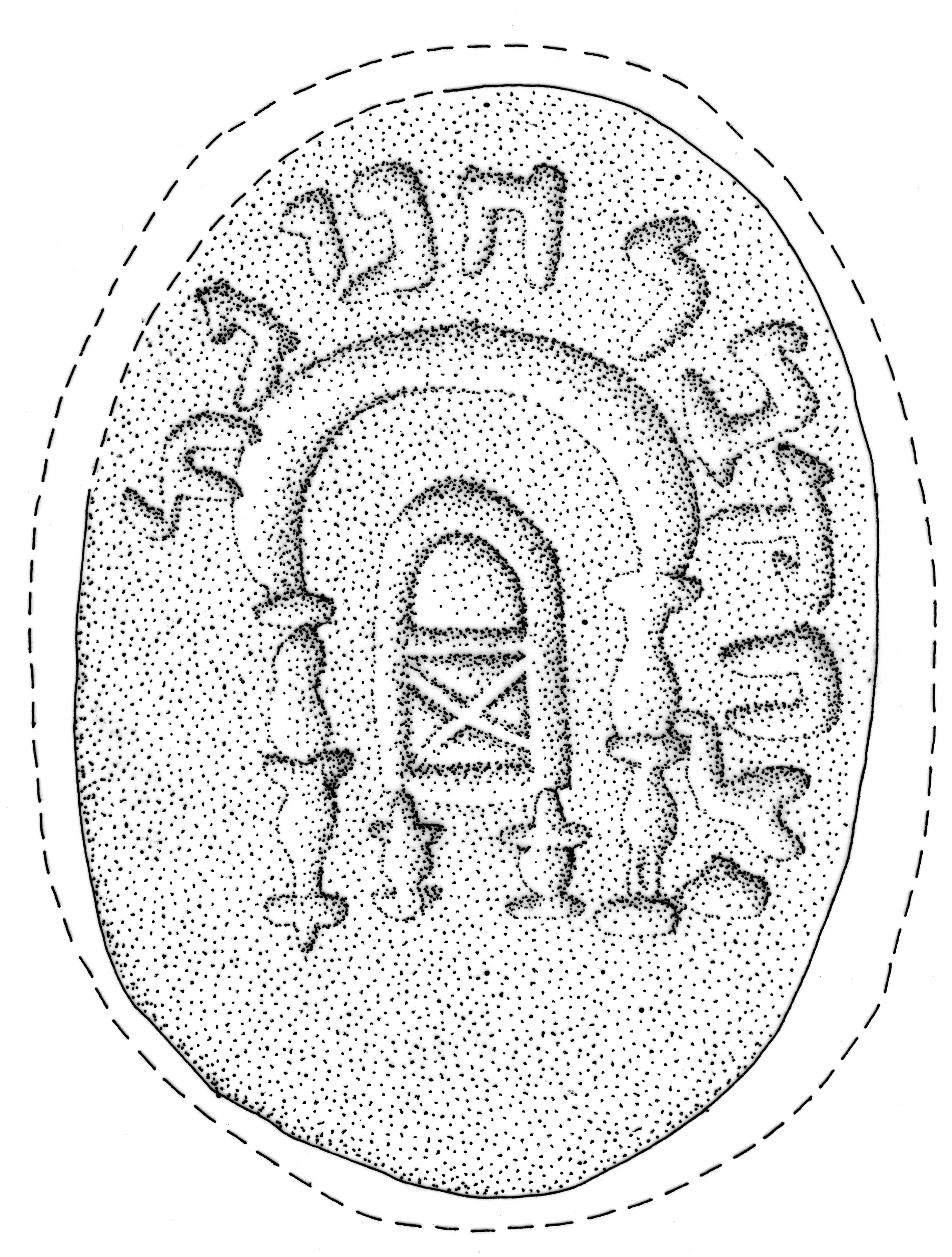
Anillo de piedra con el nombre arameo Yishak bar Hanina, en imagen de espejo, con la imagen del arca de la Torá, excavada en Zafar / al-Asabi / Yemen.

El ambiente contemporáneo es muy inferior al que proporcionó la base de recursos para la primera confederación tribal himyarita. A pesar de unos 500 mm de precipitación por año, el agua es escasa, los suelos de tierras altas se erosionan crónicamente; la cubierta arbórea fue eliminada quizás en el período del imperio. Dado el agotamiento de los recursos naturales, las luchas civiles, las epidemias y los megadroughs, la población del período Himyarita disminuyó especialmente en el siglo VI. Hoy, unos 450 agricultores habitan la antigua capital.
Las excavaciones en Ẓafār arrojaron 19 especies cultivadas, incluyendo ocho cereales, cuatro plantas de aceite y fibra, tres legumbres, tres frutas y una especia. El hordeum fue el cereal más importante. El edificio de piedra también produjo la mayoría de 6000 huesos de animales excavados. El Stone Guilding parece haber funcionado como un matadero.
Una estatua en relieve de principios del siglo VI ha sido identificada como un rey de tipo bizantino, tal vez una representación del rey Sumūyafaʿ Ashwaʿ.
En 1970, el orientalista italiano Giovanni Garbinī descubrió una inscripción en idioma sabeo en una columna en Bayt al-Ašwāl, cerca de Zafar [Dhofār], en la que está grabado un escrito posterior en escritura asiria (hebrea) que dice: "La escritura de Judá, de bendita memoria, Amén shalom amen." Se cree que el guion data del siglo IV EC. La inscripción da fe de la composición multiétnica de los pueblos de Arabia del Sur en ese momento.
Inscripción Sabaean con insignia hebrea encontrada cerca de Zafar (inscripción Bayt Al-Ashwal recortada)
El mapeo y la excavación a través de la Universidad de Heidelberg continuaron de 1998 a 2010. En 2002, el museo del sitio fue reinstalado. En 2010, el sitio de Stone Building fue cubierto y se llevaron a cabo medidas de conservación. Aunque el sitio ya no es accesible, hay un Museo Virtual de Zafar.